# Spezia Calcio 2004-2005
Questa voce raccoglie le informazioni riguardanti lo Spezia Calcio nelle competizioni ufficiali della stagione 2004-2005.

## Stagione
Nella stagione 2004-2005 lo Spezia disputa il girone A del campionato di Serie C1, raccoglie 52 punti con il settimo posto. Salgono in Serie B la Cremonese che ha vinto il campionato, ed il Mantova che ha vinto i Play-off. In un girone composto in base ad una suddivisione verticale dell'Italia, lo Spezia si trova per la prima volta a giocare sugli infuocati campi del sud, e pur avendo un bomber di razza Massimiliano Guidetti, autore di 18 reti e vincitore della classifica marcatori del girone, anche stavolta fallisce l'aggancio con i Play-off, anche in Coppa Italia Guidetti realizza 5 reti. Il tecnico Marco Alessandrini ci prova, ma gli riesce a metà, lascia dopo la sconfitta (2-1) subita a Frosinone, l'allenatore Loris Domonissini che lo avvicenda, fallisce l'approdo ai Play-off, ma si riscatta nella Coppa Italia di Serie C che lo Spezia vince per la prima volta nella sua storia, alzando al cielo il trofeo il 5 maggio 2005, dopo aver superato il Frosinone nella doppia finale. Con questa stagione, a livello societario si chiude il ciclo alla presidenza di Angelo Zanoli, in carica per cinque stagioni, che passa il testimone a Giuseppe Ruggeri.

## Rosa
| N. |                   | Ruolo | Calciatore         |
| -- | ----------------- | ----- | ------------------ |
|    | Italia (bandiera) | P     | Hugo Daniel Rubini |
|    | Italia (bandiera) | P     | Alex Cordaz        |
|    | Italia (bandiera) | P     | Paolo Castelli     |
|    | Italia (bandiera) | P     | Andrea Monguzzi    |
|    | Italia (bandiera) | D     | Antonio Rizzo      |
|    | Italia (bandiera) | D     | Roberto Bordin     |
|    | Italia (bandiera) | D     | Gionata Bruni      |
|    | Italia (bandiera) | D     | Hernan Dellafiore  |
|    | Italia (bandiera) | D     | Cristian Lizzori   |
|    | Italia (bandiera) | D     | Manuele Del Nero   |
|    | Italia (bandiera) | C     | Gianluca Coti      |
|    | Italia (bandiera) | C     | Luca Matteassi     |
|    | Italia (bandiera) | C     | Massimo Scoponi    |
|    | Italia (bandiera) | C     | Fabio Tricarico    |
|    | Italia (bandiera) | C     | Giuseppe Anaclerio |
|    | Italia (bandiera) | C     | Giuseppe Alessi    |

| N. |                   | Ruolo | Calciatore              |
| -- | ----------------- | ----- | ----------------------- |
|    | Italia (bandiera) | C     | Roberto Cardinale       |
|    | Italia (bandiera) | C     | Fabiano Medina da Silva |
|    | Italia (bandiera) | C     | Federico Pettinà        |
|    | Italia (bandiera) | C     | Nicola Beati            |
|    | Italia (bandiera) | C     | Roberto Corradi         |
|    | Italia (bandiera) | C     | Christian Scalzo        |
|    | Italia (bandiera) | D     | Nicola Napolitano       |
|    | Italia (bandiera) | C     | Mirko Bruccini          |
|    | Italia (bandiera) | C     | Luigi Pagliuca          |
|    | Italia (bandiera) | C     | Manuel Guadagni         |
|    | Italia (bandiera) | A     | Massimiliano Guidetti   |
|    | Italia (bandiera) | A     | Marco Veronese          |
|    | Italia (bandiera) | A     | Eddy Baggio             |
|    | Italia (bandiera) | A     | Federico Ligori         |
|    | Italia (bandiera) | A     | Riccardo Meggiorini     |

## Risultati

### Campionato

#### Girone di andata
| Arbitro: | Forconi (Aprilia) |

|  |           |              |
|  | Marcatori | 71’ Guidetti |

| Arbitro: | Marelli (Como) |

|                             |           |                                                   |
| Coti 22’ (rig.), 44’ (rig.) | Marcatori | 7’, 41’, 67’ (rig.) Prisciandaro 90+5’ La Cagnina |

| Arbitro: | Ciampi (Roma) |

|                             |           |                  |
| Campolonghi 24’ Gambino 64’ | Marcatori | 2’, 34’ Guidetti |

| Arbitro: | Giglioni (Siena) |

|                                           |           |  |
| Ligori 25’ Coti 45+1’ (rig.) Guidetti 73’ | Marcatori |  |

| Arbitro: | Herberg (Messina) |

|                           |           |                              |
| Melucci 37’ Bonfiglio 90’ | Marcatori | 35’ (rig.) Coti 88’ Guidetti |

| Arbitro: | Ciancaleoni (Foligno) |

|              |           |  |
| Guidetti 40’ | Marcatori |  |

| Arbitro: | Damato (Barletta) |

|                           |           |              |
| S. Miano 7’ Pellicori 51’ | Marcatori | 89’ Guidetti |

| Arbitro: | Fiori (Perugia) |

|                                     |           |  |
| Guidetti 45+1’ (54) Coti 57’ (rig.) | Marcatori |  |

| Arbitro: | Lops (Torino) |

|                                      |           |                 |
| Gorini 22’ Ciullo 68’ Ceccarelli 80’ | Marcatori | 63’ (rig.) Coti |

| Arbitro: | Pierpaoli (Firenze) |

|              |           |  |
| Guidetti 24’ | Marcatori |  |

| 21 novembre 2004 11ª giornata |  | – Turno di riposo Spezia |  |  |

| Arbitro: | Lioce (Molfetta) |

|                                                   |           |                                 |
| Polenghi 11’ Fabiano 14’ (aut.) Ciuffetelli 90+1’ | Marcatori | 13’ (rig.), 54’ Coti 17’ Bordin |

| Arbitro: | Gava (Conegliano) |

|                                 |           |              |
| Matteassi 34’ Guidetti 57’, 60’ | Marcatori | 81’ Scugugia |

| Arbitro: | Crugliano (Crotone) |

|               |           |  |
| Valtolina 40’ | Marcatori |  |

| Arbitro: | Ciampi (Roma) |

|                            |           |                                   |
| Veronese 25’ Matteassi 43’ | Marcatori | 39’, 76’ Graziani 52’, 57’ Caridi |

| Arbitro: | Velotto (Grosseto) |

|               |           |                 |
| Piovaccari 1’ | Marcatori | 14’ (aut.) Sarr |

| Arbitro: | Brunialti (Trento) |

|             |           |              |
| Ragatzu 55’ | Marcatori | 85’ Guidetti |

| Arbitro: | Russo (Nola) |

|                                       |           |  |
| Scoponi 28’ Guidetti 39’ Veronese 63’ | Marcatori |  |

| Arbitro: | Zanardo (Conegliano) |

|            |           |            |
| Merito 54’ | Marcatori | 59’ Alessi |

#### Girone di ritorno
| Arbitro: | Mannella (Avezzano) |

|                    |           |                  |
| E. Baggio 22’, 87’ | Marcatori | 48’ Tozzi Borsoi |

| Arbitro: | Celi (Bari) |

|                                |           |                    |
| Prisciandaro 53’ R. Taddei 73’ | Marcatori | 50’, 64’ E. Baggio |

| La Spezia 6 febbraio 2005 22ª giornata | Spezia             | 0 – 0 | Como | Stadio Alberto Picco\| Arbitro: \| Calvarese (Teramo) \| |
| Arbitro:                               | Calvarese (Teramo) |       |      |                                                          |

| Arbitro: | Salati (Trento) |

|                                |           |           |
| Mastronunzio 48’ De Cesare 57’ | Marcatori | 49’ Bruni |

| Arbitro: | Lops (Torino) |

|                     |           |  |
| Guidetti 24’, 90+2’ | Marcatori |  |

| Arbitro: | Marelli (Como) |

|                                |           |              |
| Valiani 3’ A. Rizzo 94’ (aut.) | Marcatori | 68’ Guidetti |

| Arbitro: | Gava (Conegliano) |

|  |           |                           |
|  | Marcatori | 9’ Cecchini 16’ Pellicori |

| Arbitro: | Giglioni (Siena) |

|           |           |  |
| Botti 50’ | Marcatori |  |

| La Spezia 13 marzo 2005 28ª giornata | Spezia              | 0 – 0 | Pavia | Stadio Alberto Picco\| Arbitro: \| Crugliano (Crotone) \| |
| Arbitro:                             | Crugliano (Crotone) |       |       |                                                           |

| Arbitro: | Ciampi (Roma) |

|  |           |             |
|  | Marcatori | 51’ Scoponi |

| 26 marzo 2005 30ª giornata |  | – Turno di riposo Spezia |  |  |

| La Spezia 20 aprile 2005 31ª giornata | Spezia       | 0 – 0 | Novara | Stadio Alberto Picco\| Arbitro: \| Russo (Nola) \| |
| Arbitro:                              | Russo (Nola) |       |        |                                                    |

| San Giovanni Valdarno 6 aprile 2005 32ª giornata | Sangiovannese        | 0 – 0 | Spezia | Stadio Virgilio Fedini\| Arbitro: \| Ferrandini (Sondrio) \| |
| Arbitro:                                         | Ferrandini (Sondrio) |       |        |                                                              |

| Arbitro: | Stallone (Foggia) |

|               |           |                |
| E. Baggio 35’ | Marcatori | 85’ Tramezzani |

| Arbitro: | Lops (Torino) |

|  |           |              |
|  | Marcatori | 18’ Guidetti |

| Arbitro: | Italiani (L'Aquila) |

|                          |           |  |
| Veronese 19’ (rig.), 59’ | Marcatori |  |

| La Spezia 1º maggio 2005 36ª giornata | Spezia               | 0 – 0 | Fidelis Andria | Stadio Alberto Picco\| Arbitro: \| Ferrandini (Sondrio) \| |
| Arbitro:                              | Ferrandini (Sondrio) |       |                |                                                            |

| Arbitro: | Lena (Ciampino) |

|                       |           |                  |
| Basso 64’ Akassou 66’ | Marcatori | 61’ G. Anaclerio |

| La Spezia 15 maggio 2005 38ª giornata | Spezia                     | 0 – 0 | Acireale | Stadio Alberto Picco\| Arbitro: \| La Mura (Nocera Inferiore) \| |
| Arbitro:                              | La Mura (Nocera Inferiore) |       |          |                                                                  |

### Coppa Italia

#### Girone E
| Arbitro: | Zanzi (Lugo di Romagna) |

|                           |           |  |
| Guidetti 13’ A. Rizzo 78’ | Marcatori |  |

| Reggio Emilia 18 agosto 2004 2ª giornata | Reggiana       | 0 – 0 | Spezia | Stadio Giglio\| Arbitro: \| Marelli (Como) \| |
| Arbitro:                                 | Marelli (Como) |       |        |                                               |

| Arbitro: | Lops (Torino) |

|             |           |  |
| Guidetti 2’ | Marcatori |  |

| 25 agosto 2004 4ª giornata |  | – Turno di riposo Spezia |  |  |

| Arbitro: | Marrocco (Pisa) |

|                |           |            |
| Pensalfini 84’ | Marcatori | 14’ Scalzo |

#### Fase ad eliminazione diretta
| Castelnuovo Garfagnana 3 novembre 2004 Sedicesimi - Andata | Castelnuovo           | 0 – 0 | Spezia | Stadio Alessio Nardini\| Arbitro: \| Ciancaleoni (Foligno) \| |
| Arbitro:                                                   | Ciancaleoni (Foligno) |       |        |                                                               |

| Arbitro: | Gervasoni (Mantova) |

|                                  |           |  |
| Ligori 22’ Alessi 41’ Scalzo 83’ | Marcatori |  |

| Arbitro: | Marzaloni (Rimini) |

|                  |           |              |
| Martusciello 71’ | Marcatori | 84’ Guidetti |

| Arbitro: | Tommasi (Bassano del Grappa) |

|             |           |  |
| Fabiano 78’ | Marcatori |  |

| Arbitro: | Ferrandini (Sondrio) |

|  |           |             |
|  | Marcatori | 77’ Pettinà |

| Arbitro: | Zanardo (Conegliano) |

|             |           |              |
| Fabiano 14’ | Marcatori | 4’ Bergantin |

| Arbitro: | Mannella (Avezzano) |

|                       |           |  |
| Crocetti 1’ Sestu 65’ | Marcatori |  |

| Arbitro: | Gervasoni (Mantova) |

|                                         |           |  |
| Veronese 34’ Cardinale 42’ Guidetti 58’ | Marcatori |  |

#### Finale
| Arbitro: | Velotto (Grosseto) |

|  |           |               |
|  | Marcatori | 88’ Matteassi |

| Arbitro: | Herberg (Messina) |

|              |           |            |
| Guidetti 80’ | Marcatori | 30’ Aquino |